# Passion (альбом Питера Гэбриела)
Passion (с англ. — «Страсти»; впоследствии переиздавался под названием Passion: Music for The Last Temptation of Christ) — альбом британского рок-музыканта Питера Гэбриела, первый релиз Гэбриела выпущенный на его собственном лейбле Real World Records. Passion является восьмым номерным альбомом в дискографии музыканта и вторым написанным им саундтреком, так как сочинялся специально для фильма «Последнее искушение Христа». Однако после выхода киноленты Гэбриел потратил несколько месяцев на дальнейшее развитие материала, в итоге выпустив его в виде полноценного студийного альбома, а не как типичную звуковую дорожку. Музыкальные критики расценивают запись как веху в популяризации жанра этнической музыки, в подтверждении чему она была награждена премией «Грэмми» как «Лучший альбом в жанре нью-эйдж». В 2002 году была выпущена ремастеринговая версия альбома. В том же году он был включен в список «25 самых влиятельных эмбиент-альбомов всех времён».

## Создание
Во время создания саундтрека к фильму «Последнее искушение Христа» Гэбриел использовал ресурсы основанной им организации WOMAD, объединяющей музыкантов с Ближнего Востока, Африки, Европы и Южной Азии. Он записывал материал вместе с ними, чтобы создать музыку с нужным настроением, также добавив в неё штрихи современного эмбиента, получив на выходе уникальный материал, который повлиял на следующее поколение музыкантов. Именно благодаря этому альбому широкому слушателю стали известны такие исполнители, как Нусрат Фатех Али Хан, Йуссу Н’Дур, Лакшминараяна Шанкар и Бааба Маал.
Спустя несколько месяцев в том же году был выпущен альбом-компаньон, Passion-Sources, в который были включены дополнительные песни звучащие в фильме; Гэбриел фигурировал в нём в качестве продюсера. Сам музыкант описывал эту пластинку, как «подборку традиционных музыкальных произведений, источников вдохновения [для основного альбома] и локального материала [характерного для того или иного региона]».
Обложка альбома представляет собой картину под названием «Drawing study for Self Image II», созданную художником Джулианом Грейтером. Переиздание альбома получило название Passion: Music for The Last Temptation of Christ из-за «юридических барьеров», о чём написал сам Гэбриел в примечаниях к буклету.

## Список композиций
Слова и музыка всех песен — написаны Питером Гэбриелом, за исключением отмеченных.
| №  | Название                   | Длительность |
| -- | -------------------------- | ------------ |
| 1. | «The Feeling Begins»       | 4:00         |
| 2. | «Gethsemane»               | 1:26         |
| 3. | «Of These, Hope»           | 3:55         |
| 4. | «Lazarus Raised»           | 1:26         |
| 5. | «Of These, Hope – Reprise» | 2:44         |
| 6. | «In Doubt»                 | 1:33         |
| 7. | «A Different Drum»         | 4:40         |

| №   | Название             | Автор(ы)           | Длительность |
| --- | -------------------- | ------------------ | ------------ |
| 8.  | «Zaar»               |                    | 4:53         |
| 9.  | «Troubled»           |                    | 2:55         |
| 10. | «Open»               | Гэбриел, Л. Шанкар | 3:27         |
| 11. | «Before Night Falls» |                    | 2:18         |
| 12. | «With This Love»     |                    | 3:40         |

| №   | Название                 | Автор(ы)                     | Длительность |
| --- | ------------------------ | ---------------------------- | ------------ |
| 13. | «Sandstorm»              |                              | 3:02         |
| 14. | «Stigmata»               | Гэбриел, Махмуд Табризи-Заде | 2:28         |
| 15. | «Passion»                |                              | 7:39         |
| 16. | «With This Love (Choir)» |                              | 3:20         |

| №   | Название                 | Длительность |
| --- | ------------------------ | ------------ |
| 17. | «Wall of Breath»         | 2:29         |
| 18. | «The Promise of Shadows» | 2:13         |
| 19. | «Disturbed»              | 3:35         |
| 20. | «It Is Accomplished»     | 2:55         |
| 21. | «Bread and Wine»         | 2:21         |

## Участники записи
| 1. «The Feeling Begins» - Мэнни Элиас — октобаны, сурдо, этнические барабаны - Хоссам Рамзи — сагаты, табла, дафы - Питер Гэбриел — синтезаторы, шейкера, этнические барабаны, сурдо - Дэвид Боттрилл — разноритмовые вибрации и резонансы - Дэвид Роудс — гитара - Л. Шанкар — двухгрифовая скрипка - Ваче Овсепян — армянский дудук - Андраник Арутунян — армянский дудук В композиции звучит армянская народная мелодия «The Wind Subsides», исполненная на дудуке. Армянские дудуки записаны на студии Ocora Records под руководством Роберта Атаяна. 2. «Gethsemane» - Питер Гэбриел — флейта и флейтовые семплы, голос 3. «Of These, Hope» - Массамба Диоп — говорящий барабан - Питер Гэбриел — бас-гитара, перкуссия, свисток, Prophet-5 - Л. Шанкар — двухгрифовая скрипка - Дэвид Роудс — гитара - Мустафа Абдель-Азиз — аргульные абстракции 4. «Lazarus Raised» - неизвестные музыканты — курдский дудук и танбур - Дэвид Роудс — гитара - Питер Гэбриел — пианино, Akai S900 Эта часть включает в себя традиционную мелодию из курдских сказаний о несчастной любви юной девушки к легендарному воину Баве Сейро. Запись курдских дудуков взята из коллекции ЮНЕСКО — A Musical Anthology of the Orient (редактор-составитель Ален Даниэлу для Musicaphon Records). 5. «Of These, Hope — Reprise» - Массамба Диоп — говорящий барабан - Питер Гэбриел — бас-гитара, перкуссия, свисток, Prophet-5 - Л. Шанкар — двухгрифовая скрипка - Дэвид Роудс — гитара - Мустафа Абдель-Азиз — аргульные абстракции - Бааба Маал — вокал - Фатала — дополнительная перкуссия 6. «In Doubt» - Питер Гэбриел — семплы на Audioframe и Fairlight, вокал - Махмуд Табризи-Заде — каманче 7. «A Different Drum» - Дуду Н’Диайе Роуз — лупы перкуссий (четырёхтактные) - Фатала — лупы перкуссий (трёхтактные) - Питер Гэбриел — сурдо, перкуссия, Audioframe, Prophet-5, голос - Л. Шанкар — двухгрифовая скрипка - Йуссу Н’Дур — голос - Дэвид Сэнкшес — бэк-вокал 8. «Zaar» - Хоссам Рамзи — бубны, дафы, табла, сагаты, треугольник - Питер Гэбриел — сурдо, дополнительная перкуссия, Audioframe, Akai S900, голос - Натан Ист — бас-гитара - Дэвид Роудс — гитара - Махмуд Табризи-Заде — каманче - Л. Шанкар — двухгрифовая скрипка 9. «Troubled» - Билли Кобэм — ударные инструменты, перкуссия - Хоссам Рамзи — сагаты - Питер Гэбриел — перкуссия, Fairlight, эмулятор, бэк-вокал - Дэвид Сэнкшес — бэк-вокал 10. «Open» - Питер Гэбриел — Prophet-5, Akai S900, вокал - Л. Шанкар — двухгрифовая скрипка, вокал | 11. «Before Night Falls» - Хоссам Рамзи — сагаты, табла, дафы - Кудси Эргюнер — най (присутствует в армянской народной мелодии) - Л. Шанкар — двухгрифовая скрипка 12. «With This Love» - Робин Кантер — гобой, английский рожок - Л. Шанкар — двухгрифовая скрипка - Дэвид Сэнкшес — Akai S900, синтезаторные аранжировки - Питер Гэбриел — Audioframe, Fairlight, пианино, Prophet-5, синтезаторные аранжировки 13. «Sandstorm» - Location Recording — марокканская перкуссия и вокальные партии - Хоссам Рамзи — сурдо, табла, дафы, мажар - Ману Катче — дополнительная перкуссия - Махмуд Табризи-Заде — каманче - Л. Шанкар — двухгрифовая скрипка - Питер Гэбриел — Fairlight 14. «Stigmata» - Махмуд Табризи-Заде — каманче - Питер Гэбриел — Prophet-5, голос Основана на импровизации Махмуда Табризи-Заде и Питера Гэбриела 15. «Passion» - Джалма Корреа — бразильская перкуссия - Джон Хасселл — труба - Питер Гэбриел — Prophet-5, Akai S900, Fairlight, голос - Нусрат Фатех Али Хан — каввали - Л. Шанкар — двухгрифовая скрипка - Йуссу Н’Дур — голос - Джулиан Уилкинс — певчий 16. «With This Love (Choir)» - Робин Кантер — английский рожок - Ричард Эванс — запись хора 17. «Wall of Breath» - Кудси Эргюнер — турецкая флейта най - Л. Шанкар — двухгрифовая скрипка - Musicians Du Nil — аргул - Дэвид Роудс — электрогитара с примочкой EBow - Питер Гэбриел — синтезаторы 18. «The Promise of Shadows» - Билли Кобэм — наборный барабан - Дэвид Боттрилл — ведущий бубен - Питер Гэбриел — эмулятор, Prophet-5, Audioframe, дополнительная перкуссия - Дэвид Роудс — гитара 19. «Disturbed» - Хоссам Рамзи — сурдо, табла - Мустафа Абдель-Азиз — лупы перкуссий - Саид Мухаммад-Али — лупы перкуссий - Фатала — африканская перкуссия - Л. Шанкар — двухгрифовая скрипка - Питер Гэбриел — Fairlight, Prophet-5 20. «It Is Accomplished» - Билли Кобэм — ударные инструменты, бубен - Дэвид Боттрилл — 2-й бубен, дисторшн-слайд - Натан Ист — бас-гитара - Мустафа Абдель-Азиз — аргульные абстракции - Дэвид Сэнкшес — орган Хаммонда - Дэвид Роудс — гитара Steinberger - Питер Гэбриел — дохола, дополнительная перкуссия, Roland D-50, пианино, Prophet-5, голос 21. «Bread and Wine» - Питер Гэбриел — контрабас, Prophet-5, голос - Дэвид Роудс — электрогитара с примочкой EBow - Ричард Эванс — вистл - Л. Шанкар — двухгрифовая скрипка |

## Позиции в хит-парадах и сертификации
| Год  | Хит-парад                        | Высшая позиция | Пребывание в чарте |
| ---- | -------------------------------- | -------------- | ------------------ |
| 1989 | Великобритания (UK Albums Chart) | 29             | 5 недель           |
| 1989 | Италия (Musica e dischi)         | 24             | 2 недели           |
| 1989 | Канада (RPM Albums Chart)        | 62             | 11 недель          |
| 1989 | Нидерланды (Album Top 100)       | 59             | 8 недель           |
| 1989 | США (Billboard 200)              | 60             | 14 недель          |
| 1989 | ФРГ (Offizielle Top 100)         | 30             | 13 недель          |
| 1989 | Швеция (Sverigetopplistan)       | 34             | 2 недели           |

| Регион                                                      | Сертификация | Продажи  |
| ----------------------------------------------------------- | ------------ | -------- |
| США (RIAA)                                                  | Золотой      | 500 000^ |
| ^ Данные о тиражах приведены только на основе сертификации. |              |          |